# The Bell Boy's Revenge
The Bell Boy's Revenge è un cortometraggio muto del 1907 diretto da Gilbert M. 'Broncho Billy' Anderson.

## Produzione
Il film fu prodotto dalla Essanay Film Manufacturing Company.

## Distribuzione
Il cortometraggio uscì nelle sale cinematografiche USA il 28 dicembre 1907.